# 张为炯
张为炯（1888年—1972年2月27日），男，四川德昌人，中华人民共和国政治人物。曾任西康省人民政府副主席。

## 生平
1954年，当选第一届全国人民代表大会代表。